# 1905 en Norvège
Chronologie de la Norvège
- 1901
- 1902
- 1903
- 1904
- 1905
- 1906
- 1907
- 1908
- 1909

Cet article présente les faits marquants de l'année 1905 en Norvège ou relatifs à la Norvège.

## Gouvernance
- Haakon VII est roi de Norvège.
- Christian Michelsen est chef du gouvernement.

## Événements
- La dissolution de la Suède-Norvège (en norvégien : Unionsoppløsningen ; en suédois : Unionsupplösningen) est une série d'événements qui couvre l'année 1905 et aboutit à la séparation des royaumes de Suède et de Norvège, gouvernés en union personnelle par la monarchie suédoise depuis 1814.
- Le Prix Nobel de la paix est attribué à Bertha von Suttner.
- 13 août : référendum sur la dissolution de l'union avec la Suède. Il porte sur la dissolution de la Suède-Norvège.
- 12 et 13 novembre : référendum sur la monarchie norvégienne. Il porte sur la désignation d'un roi comme le chef d'État de la Norvège.

## Naissances
- Arne Rustadstuen
- Hans Vinjarengen
- Trygve Brodahl
- Knut Lunde
- Bernt Evensen
- Greta Nissen
- John Lyng
- Inger Hagerup
- Willy Røgeberg
- Wilhelm Ljunggren
- Nic Waal
- Edgar Bruun
- Jakob Vaage
- Åsta Holth
- Annichen Sibbern Bøhn
- Pete Sanstol
- Sven Thaulow